# セルゲイ・ドレンスキー
セルゲイ・レオニドヴィチ・ドレンスキー（ロシア語: Сергей Леонидович Доренский, ラテン文字転写: Sergei Leonidovich Dorensky、1931年12月3日 - 2020年2月26日）は、ソビエト連邦出身のピアノ奏者。

## 経歴
1931年、モスクワで生まれた。1940～1950年、中央音楽学校でグリゴリー・ギンズブルクについて学び、モスクワ音楽院に進んで1955年に卒業。さらに音楽院研究科に進み、1957年に卒業した。
1957年からモスクワ音楽院で教え始め、1979年に同音楽院教授に就いた。1994年から1997年まで同音楽院のピアノ特別科を統括した。1988年にソ連当局より人民芸術家の称号を贈られている。2015年11月、旭日小綬章を受章。2020年にモスクワで死去。墓地はヴヴェデンスク墓地にある。

### 指導学生
ピアノの名教師として知られ、弟子にはニコライ・ルガンスキー、デニス・マツーエフ、スタニスラフ・ブーニン、清塚信也らがいる。

## 受賞・栄典
- 1955年：第5回世界青年学生祭典 (ワルシャワ)　第1位ならびに金賞
- 1957年：国際ピアノコンクール(リオデジャネイロ)　第2位
- 1988年：人民芸術家
- 2015年：日本国より旭日小綬章を受章。

## 録音
- 1974年：«Ф. Шопен: Мазурки (Сергей Доренский, фортепиано)» («Мелодия» С10 05399-400) (『ショパン：マズルカ』メロディアС10 05399-400)
- 1982年：«Рапсодия в стиле джаз» («Мелодия» MEL LP 0025)(『ジャズ様式のラプソディー』メロディアMEL LP 0025)